# Elżbietów (Sokołów Podlaski)
Elżbietów  – dawna osada fabrycza (cukrownia) od 1934 w granicach miasta Sokołowa Podlaskiego w Polsce, w województwie mazowieckim, w powiecie sokołowskim. Rozpościera się w okolicy ulicy Fabrycznej, w zachodniej części miasta.

## Historia
Cukrownia na gruntach Przeździatki została uruchomiona w roku 1846. Cukrownię i osadę fabryczną nazwano od imienia Elżbiety Hirschmann, żony Ludwika Hirszmana – właściciela fabryki. W Królestwie Polskim osada Elżbietów przynależała do guberni siedleckiej. Od 1867 należała do gminy Przeździatka w powiecie sokołowskim, później przekształconej w gminę Kudelczyn
W okresie międzywojennym wchodziła w skład woj. lubelskiego. Tam, 14 października 1933 utworzyła gromadę Elżbietów w granicach gminy Kudelczyn, składającą się z samej osady fabrycznej Elżbietów. 26 stycznia 1934 Elżbietów (120 ha) włączono do Sokołowa Podlaskiego.
Latem 1944 cukrownia została zburzona i spalona. 10.08.1944 roku przeszła pod zarząd państwowy. Po odbudowie otwarcie nastąpiło 20.11.1951 a cukrownia podlegała Zjednoczeniu Przemysłu Cukrowniczego Okręgu Warszawskiego w Płocku do 1975 roku.
Zespół cukrowni Elżbietów z 1846 stanowi zabytek architektury przemysłowej wpisany do rejestru zabytków i ewidencji zabytków